# Pays Voironnais Basket Club
Pour les articles homonymes, voir Voiron (homonymie).
Le Pays Voironnais Basket Club est un club féminin français de basket-ball basé dans la ville de Voiron.

## Historique

Logo de l'Étoile de Voiron

Le club de l'Étoile de Voiron est créé en 1911 et affilié d'abord à la Fédération gymnastique et sportive des patronages de France (FGSPF). La section basket-ball est apparue dans les années 1930. Il faut attendre 1945 pour que cette section se conjugue au féminin. Elle disparaît peu de temps après, pour refaire surface en 1973.
Engagé en Ligue 2 pour la saison 2011-2012, où il finit 4e, le club a demandé sa rétrogradation sportive pour raisons financières, abandonnant le haut niveau.

### Disparition de l'Étoile de Voiron & création du PVBC (Pays Voironnais Basket Club)
Après la rétrogradation sportive lors de la saison 2011-2012, l'Étoile de Voiron basket Féminin disparait au profit d'un nouveau club représentant la ville de Voiron du nom de Pays Voironnais Basket Club (PVBC). Le club voit son équipe sénior débuter en pré-nationale lors de la saison 2012-2013, obtenant la montée en NF3 dès sa première saison. 
Pour la saison 2013-2014, le PVBC a déjà enregistré le retour de deux anciennes joueuses évoluant à l'Étoile lors de la saison 2011-2012, Laure Mercier et Mélanie Venier  portant son total à 5 joueuses ayant connu le final four de ligue 2 féminine deux ans auparavant. Le PVBC monte à la fin de la saison 2013-2014 en N2.

### Retour en Ligue 2
Lors de la saison 2022-2023, les voironnaises décrochent la montée en ligue 2 lors de l'avant-dernière journée de championnat en battant le club de Nantes/Rézé tandis que leurs concurrentes à la montée du club d'Alençon étaient battues à Nice.

## Palmarès
Seniors
- Champion de France NF2 (3e division) : 2007
- Champion de France NF3 (4e division) : 1981, 1991

Jeunes
- Vainqueur de la Coupe de France minime : 2003
- Vainqueur de la Coupe de France cadette : 2006
- finaliste de la Coupe de France cadette : 2007
- Vainqueur du championnat de France minime : 2012

## Entraîneurs successifs
- 2009-2010 : Thierry Dornez
- 2010- : Bertrand Parvaud

## Effectif 2011-2012
Après une 10e place en 2011, le club perd Nadja Morgan (La Roche), Stéphanie Pognon, Kathleen Bourdin (CSP Rezé, NF1), Rasa Zemantauskaite (Pau Lacq Orthez), mais recrute Laure Mercier (INSEP), Johanna Joseph (Mondeville, NF2), Magaly Mendy (Leon Tregor Basket), Amanda Lassiter (Wassenburg, All), Mina Maksimovic (Belediyesi, Turquie).
| Numéro de maillot | Nom                 | Taille | Age    | Club précédent             | Nationalité |
| ----------------- | ------------------- | ------ | ------ | -------------------------- | ----------- |
| 4                 | Faeza Bouderra      | 1,63 m | 28 ans | Charleville-Mézières       | Française   |
|                   | Laure Mercier       | 1,63 m | 18 ans | INSEP                      | Française   |
| 8                 | Mélanie Venier      | 1,85 m | 27 ans | Pleyber-Christ             | Française   |
|                   | Johanna Joseph      | 1,85 m | 19 ans | USO Mondeville             | Française   |
| 10                | Julianne Anchling   | 1,88 m | 18 ans | Voiron                     | Française   |
| 11                | Khadidiatou Gassama | 1,86 m | 34 ans | US Laveyron                | Française   |
|                   | Magali Mendy        | 1,73 m | 21 ans | Pleyber-Christ             | Française   |
|                   | Mina Maksimovic     | 1,90 m | 28 ans | Burhaniye Belediyesi (TUR) | Serbe       |
|                   | Amanda Lassiter     | 1,85 m | 32 ans | Peli Karhut (FIN)          | Américaine  |
| 15                | Cyrielle Recoura    | 1,72 m | 21 ans | Voiron                     | Française   |

- Entraîneur : Bertrand Parvaud
- Assistant : Jérôme Grecksch

Amanda Lassiter (15,3 points, 8,0 rebonds), Faeza Bouderra (11,2 points ,3,3 rebonds), Khadidiatou Gassama(9,9 points, 5,7 rebonds), Magali Mendy (13,3 points, 4.8 rebonds ) et Cyrielle Recoura (10,3 points, 3,2 rebonds) sont les pièces maîtresses de l'équipe.

## Joueuses célèbres ou marquantes
- Jessica Clémençon
- Marine mulumba

## Sources et références
1. ↑  (fr) Historique officiel
2. ↑  « SAISON 2012-2013 : Abandon de la LF2 ! », Etoile de Voiron (consulté le 14 août 2012)
3. ↑  (fr) Arrivée Laure Mercier/Melanie Venier
4. ↑  Jean-Michel Gafforini, « Basket-ball. La montée en Ligue 2, enfin, du PVBC », Le Dauphiné Libéré,‎ 25 décembre 2023, p. 29
5. ↑  « Ligue 2 : les transferts », Basquetebol Saulzoir, 29 juin 2011 (consulté le 10 juillet 2011)
6. 1 2  « Etoile de Voiron », FFBB (consulté le 12 août 2012)